# Pinheirense EC
Der Pinheirense Esporte Clube ist ein Fußballverein aus dem Stadtteil Icoaraci von Belém, der Landeshauptstadt des Bundesstaates Pará in Brasilien. 

## Geschichte
Erst im dreißigsten Jahr seines Bestehens ist Pinheirense 1955 mit seiner Männermannschaft in den Wettbewerb um die Staatsmeisterschaft eingestiegen. Die längste Zeit ist er dabei unterklassig geblieben. 2016 konnte er die Zweitligameisterschaft gewinnen, ist in der Spielzeit 2017 aber sofort wieder aus der ersten Liga abgestiegen. Für die nationale Meisterschaft oder den Pokalwettbewerb hat er sich bisher noch nicht qualifizieren können.
Andere Ambitionen verfolgt der Verein im Frauenfußball, in den er 2009 mit einer Mannschaft eingestiegen ist. Als einer der wenigen Vereine hat er an allen Spielzeiten der seit 2013 ausgetragenen nationalen Meisterschaften teilgenommen. In der Spielzeit 2017 musste er aufgrund seiner Wertung im CBF-Ranking in der neu etablierten zweiten Liga (Série A2) antreten, deren Meisterschaft er gewinnen und somit den Aufstieg in die erste Liga zur Saison 2018 vollenden konnte.

## Erfolge
Fußball (Frauen):
- Meisterschaft der Série A2: 2017
- Staatsmeisterschaft von Pará: 2009, 2010, 2015